# NB-Fi
NB-Fi — открытый протокол беспроводной передачи данных малого объёма на больших расстояниях при низких затратах энергии LPWAN. Предназначен для построения распределённых сетей телеметрии, межмашинного взаимодействия и интернета вещей.
Протокол NB-Fi был разработан российской компанией WAVIoT (ООО «Телематические решения») для функционирования в широком спектре радиочастот, в том числе в свободном от лицензирования спектре радиочастот (ISM band, «industrial, scientific and medical» — спектр радиочастот, специально зарезервированный для интернационального использования в областях, отличных от телекома, таких как промышленное производство, исследования и медицина).

## Стандарт
Протокол NB-Fi описан в российском национальном стандарте ГОСТ Р 70036-2022 «Информационные технологии. Интернет вещей. Протокол беспроводной передачи данных на основе узкополосной модуляции радиосигнала (NB-Fi)», вступившем в силу с 1 апреля 2022 года.
Разработка стандарта NB-Fi началась в 2017 году. Инициатива создания национального стандарта принадлежит Ассоциации интернета вещей. Подготовку и публикацию стандарта NB-Fi выполнил технический комитет 194 «Кибер-физические системы», созданный на базе РВК.

## Технология
В основе стандарта NB-Fi лежит использование узкополосных фазоманипулированных сигналов, которые в сочетании с помехоустойчивым кодированием позволяют достигать очень высоких значений чувствительности приема (до минус 150 дБм), при этом суммарная полоса частот для одновременной передачи большого количества каналов является узкой. Это позволяет обеспечивать связь с устройствами на очень больших расстояниях от 10 до 50 км (при прямой видимости) при скорости передачи от 0,3 до 50 кбит/с на канал шириной 100 Гц.
В России NB-Fi разрешён для свободного и бесплатного использования при реализации передачи на частоте 868 МГц и ограничении мощности до 25 мВт для оконечных устройств.
Сеть NB-Fi использует топологию «звезда», где каждое устройство взаимодействует с базовой станцией напрямую.
Устройство или модем с NB-Fi модулем передает данные по радиоканалу на базовую станцию. Базовая станция принимает сигналы от всех устройств в радиусе своего действия, оцифровывает и передаёт на удалённый сервер, используя доступный канал связи (Ethernet или сотовая связь).
Для приема восходящих пакетов (uplink-пакетов) данных со стороны базовой станции применяется принцип SDR-систем, где входной радиосигнал оцифровывается во всей полосе приема и в дальнейшем подвергается программной обработке.
Данный подход позволяет выполнять демодуляцию и декодирование входных пакетов данных одновременно по всем каналам во всей полосе частот. По сути, в данной системе не существует сетки каналов, пакет данных принимается базовой станцией вне зависимости от частоты, на которой выполнена отправка. Это является ключевым свойством стандарта, позволяющим использовать недорогие генераторы частоты для формирования радиосигнала, что ранее было ограничивающим фактором при использовании узкополосных и сверхузкополосных сигналов.
Ввиду применения простых видов модуляции UPLINK-пакеты могут быть сформированы при помощи практически любого серийного интегрального радиотрансивера. Прием UPLINK-пакетов возможен только базовой станцией. В связи с этим для реализации передачи пакетов данных в обратном, нисходящем (downlink) направлении, применяются виды модуляции и скорости передачи, поддерживаемые конкретным радиотрансивером, который используется в конечных устройствах.
Сети NB-Fi могут функционировать в любой части нелицензируемого диапазона промышленных, научных и медицинских частот (ISM).
По своим характеристикам NB-Fi наиболее сопоставим с протоколом SigFox, чем с широко используемым протоколом LoRa, и кардинально отличается от протокола NB-IoT.
Криптографический анализ проекта предварительного стандарта ПНСТ 354—2019 «Информационные технологии. Интернет вещей. Протокол обмена для интернета вещей в узкополосном спектре (NB-Fi)» показал, что протокол имеет ряд уязвимостей. Выявленные уязвимости были устранены к моменту издания ГОСТ Р 70036-2022.

## Реализация
По состоянию на 2022 год, доступны следующие реализации стандарта NB-Fi:
- на микроконтроллерах семейства STM32L0x/STM32L4x с радиотрансивером AX5043[7] (производитель: ON Semiconductor);
- на микроконтроллерах семейства STM32L0x/STM32L4x (производитель: STMicroelectronics) и приемопередатчике NB-Fi[8] (производитель: WAVIoT);
- на системе-на-чипе AX8052F143 с микроконтроллером AX8052 и радиотрансивером AX5043 (производитель: ON Semiconductor).